# 安徽生产建设兵团
安徽生产建设兵团，是1969年至1975年设于中国安徽省的由军队管理的农垦组织。以下乡知识青年为主，包括现役军人、复转退军人、地方干部、农垦职工等群体组成。采取兵团-师-团-连建制，不常设营级。 

## 历史
1969年1月21日，中共中央、国务院、中央军委批准组建中国人民解放军南京军区安徽生产建设兵团。1969年9月11日以安徽省28个国营农场和3个林场为基础在合肥成立兵团。
1973年5月，中央工作会议决定各地生产建设兵团由大军区领导改为省级政府领导。
1975年，随着全军大整顿大裁员，全国所有生产建设兵团都脱离军队系统，改为地方农垦。1975年6月5日，经国务院、中央军委批复，撤销安徽生产建设兵团。

## 组织结构
- 兵团司令员：缺任
- 兵团政委；安徽省革命委员会副主任李任之兼
- 兵团第二政委：安徽省军区第四政委张春森兼
- 兵团第一副司令员：安徽省军区副司令员程业棠